# 제임스 모로

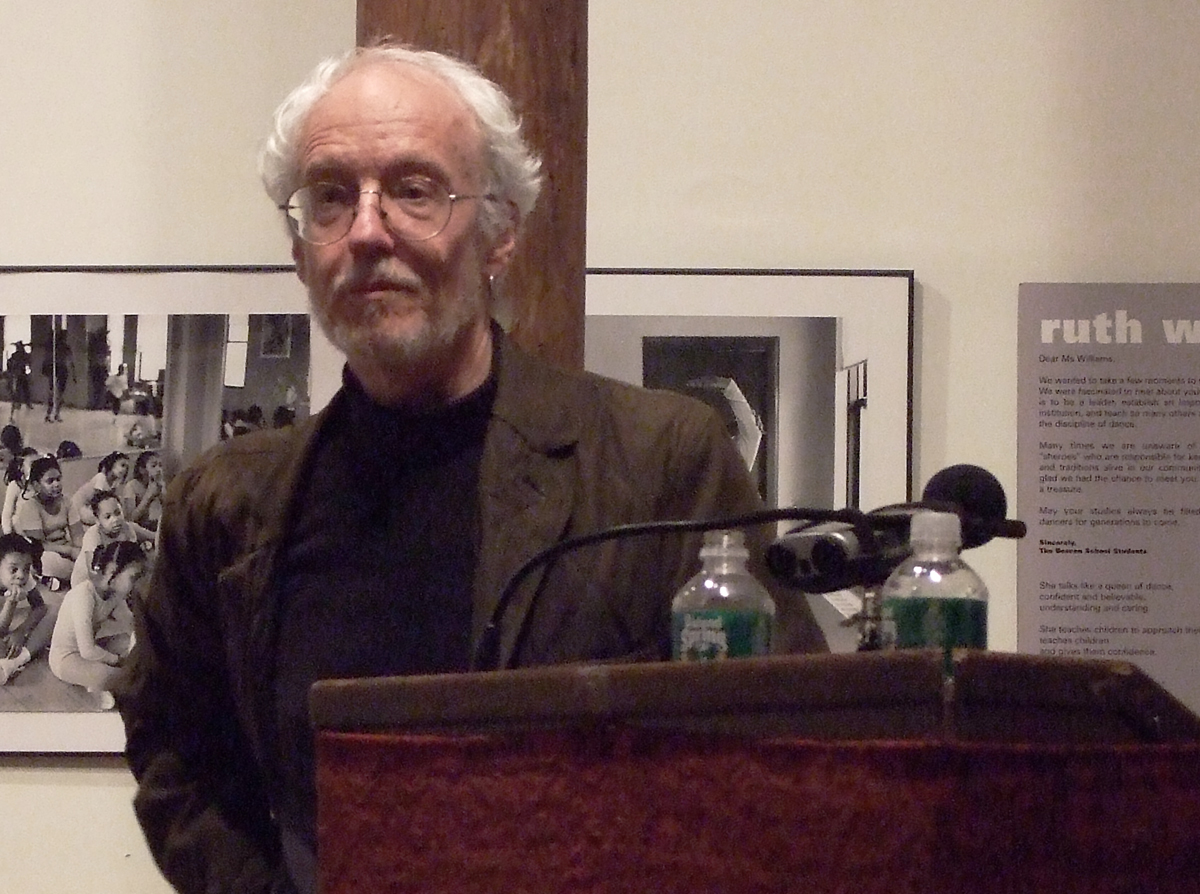

제임스 모로(James Morrow, 1947년 ~ )는 미국의 작가이다. 스스로를 “과학적 인문주의자”(scientific humanist)라고 설명하는 그의 작품은 교조화된 종교는 물론, 인본주의나 무신론까지도 풍자의 대상으로 삼는다. 그는 펜실베이니아 스테이트 컬리지에서 살고 있다.
모로는 유신론 뿐만 아니라 무신론과 인본주의적 관점에도 문제를 제기한다. 예를 들어 그의 장편 《하느님 끌기》(Towing Jehovah)에는 신이 죽은 이후의 세상에 직면하게 된 등장인물이 윤리와 도덕의 측면에서 성숙해 가는 모습을 다룬 서브플롯이 담겨 있다.

## The Godhead Trilogy
- Towing Jehovah (1994) - 신의 시신(예술 작품에 자주 등장하는 것처럼, 2마일 키에 회색 수염이 난 백인 남자)이 대서양 한가운데 떠 있는 것이 발견된다. 유조선의 선장이 신의 시신을 북극해에 준비된 무덤으로 견인하는 비밀 임무를 띠고 교황청에 의해 파견된다. 일군의 극단적 무신론자들은, 신이 죽었지만 그 시신이 일정 시점에서는 신이 실재하고 있었으며 자신들이 틀렸다는 것을 증명하는 증거가 될 것을 우려한 나머지 그 시신을 파괴할 계획을 세운다.
- Blameless in Abaddon (1996) - 이 작품에서 신의 시신은 이제 종교 테마파크의 일부가 되었다. 아내의 죽음과 전립선암 등 여러 개인적인 문제로 고통스러워 하던 어느 소도시의 시장이 신이 지금까지 인간에게 저질러왔던 범죄행위에 대한 책임을 묻고자 글자 그대로 신을 법정에 세운다. 이 작품에서 신의 변호사는 C. S. 루이스를 패러디한 것이다. 사탄이나 예수 그리스도 같은 성경 속 인물들도 등장한다. "아바돈"은 성경에서 지옥을 뜻하는 단어로, 이 작품에서는 펜실베이니아에 있는 가공의 소도시 이름이다.
- The Eternal Footman (1999) - 신의 시신이 마침내 완전히 부패해서, 그 두개골이 하늘로 떠올라 기괴한 달이 되어 지구 주위를 공전하고, 그 결과 인간들은 죽음의 강박관념에 시달리게 된다.

## Other novels
- The Wine of Violence (1981)
- The Adventures of Smoke Bailey (1983)
- The Continent of Lies (1984)
- This Is the Way the World Ends (1985) - 노스트라다무스, 핵전쟁, 그리고 전쟁에서 살아남은 자들이 "버림받은 자들"로부터 기소되는 재판에 관한 이야기
- Only Begotten Daughter (1990) - 불임 클리닉의 인공자궁에서 태어난 신의 딸, 즉 예수의 이복 여동생이 현대사회에서 구세주의 역할을 떠맡게 된다.
- The Last Witchfinder (2006) - 잉글랜드의 마지막 마녀 사냥꾼의 딸인 제닛 스턴이 논리적으로 마법이 불가능함을 증명함으로써 마녀사냥에 종지부를 찍으려고 하는 것을 다룬 역사소설.

## Selected short stories
- "Spelling God with the Wrong Blocks" (1987)
- "Bible Stories for Adults, No. 17: The Deluge" (1988) - 네뷸러상 수상작
- "Abe Lincoln in McDonald's" (1989)
- "Daughter Earth" (1991)
- "City of Truth" (1991) - 네뷸러상 수상작. 사람들이 거짓말을 할 수 없게 된 미래의 "유토피아적" 사회를 배경으로, 병약한 아들의 목숨을 지키기 위해 어떻게든 거짓말을 하는 법을 배워야 하는 주인공에 관한 중편.

## Short story collections
- Swatting at the Cosmos (1990) Pulphouse Publishing
- Bible Stories for Adults (1996)
- The Cat's Pajamas (2004) Tachyon Publications